# Abaciscus tristis
Abaciscus tristis là một loài bướm đêm thuộc họ Geometridae, và là loài đặc trưng của chi Abaciscus. Nó được Butler miêu tả năm 1889. Nó được tìm thấy ở Himalaya, miền tây và miền nam Trung Quốc, Đài Loan và Borneo.
Nó phân bố ở vùng rừng miền núi ở độ cao 1.000 - 2.000 m.